# Ghiacciaio Deming
Il ghiacciaio Deming è un ghiacciaio situato sulla costa di Borchgrevink, nella regione nord-occidentale della Dipendenza di Ross, in Antartide. In particolare, il ghiacciaio, il cui punto più alto si trova a circa 2850 m s.l.m., ha origine nella parte centrale dell'estremità sud-orientale dei monti dell'Ammiragliato e da qui fluisce verso sud-ovest, partendo dall'estremità nord-occidentale dell'incontro tra la cresta Novasio e la cresta Fischer e scorrendo lungo il versante nord-occidentale della cresta Nevasio e quello sud-orientale del monte Kyle, fino a unire il proprio flusso a quello del ghiacciaio Man-o-war.

## Storia
Il ghiacciaio Deming è stato mappato per la prima volta dallo United States Geological Survey grazie a fotografie scattate dalla marina militare statunitense (USN) durante ricognizioni aeree e terrestri effettuate nel periodo 1960-62, e così battezzato dal comitato consultivo dei nomi antartici in onore di Ralph A. Deming, della USN, elettricista dello squadrone aereo VX-6 presso la stazione McMurdo nel 1967.